# والریا استراخوا
والریا استراخوا (اوکراینی: Валерія Михайлівна Страхова؛ زادهٔ ۹ ژوئن ۱۹۹۵) تنیس‌باز اهل اوکراین است.